# Славонський Кобаш
Славонський Кобаш (хорв. Slavonski Kobaš) — населений пункт у Хорватії, в Бродсько-Посавській жупанії у складі громади Оріоваць.

## Населення
Населення за даними перепису 2011 року становило 1230 осіб.
Динаміка чисельності населення поселення:

## Клімат
Середня річна температура становить 11,28 °C, середня максимальна – 26,14 °C, а середня мінімальна – -6,00 °C. Середня річна кількість опадів – 829 мм.
| Клімат поселення                              | Клімат поселення | Клімат поселення | Клімат поселення | Клімат поселення | Клімат поселення | Клімат поселення | Клімат поселення | Клімат поселення | Клімат поселення | Клімат поселення | Клімат поселення | Клімат поселення | Клімат поселення |
| Показник                                      | Січ.             | Лют.             | Бер.             | Квіт.            | Трав.            | Черв.            | Лип.             | Серп.            | Вер.             | Жовт.            | Лист.            | Груд.            |                  |
| Середній максимум, °C                         | 6,81             | 8,71             | 13,34            | 17,96            | 23,04            | 26,14            | 25,62            | 24,77            | 20,83            | 15,54            | 9,78             | 5,64             |                  |
| Середня температура, °C                       | 0,40             | 2,29             | 6,94             | 11,53            | 16,65            | 19,74            | 21,56            | 20,73            | 16,76            | 11,46            | 5,71             | 1,60             |                  |
| Середній мінімум, °C                          | −6               | −4,1             | 0,53             | 5,14             | 10,24            | 13,32            | 17,48            | 16,64            | 12,71            | 7,40             | 1,65             | −2,47            |                  |
| Норма опадів, мм                              | 53               | 52               | 52               | 64               | 75               | 99               | 74               | 69               | 62               | 76               | 84               | 69               |                  |
| Середньомісячна швидкість вітру, м/с          | 1.60             | 1.87             | 2.20             | 2.11             | 1.90             | 1.80             | 1.73             | 1.60             | 1.52             | 1.52             | 1.60             | 1.67             |                  |
| Середньомісячна сонячна радіація, кДж/м²·день | 4347             | 7083             | 11014            | 15426            | 19422            | 21560            | 22576            | 20615            | 14996            | 9227             | 4910             | 3625             |                  |
| --------------------------------------------- | ---------------- | ---------------- | ---------------- | ---------------- | ---------------- | ---------------- | ---------------- | ---------------- | ---------------- | ---------------- | ---------------- | ---------------- | ---------------- |
| Джерело:                                      |                  |                  |                  |                  |                  |                  |                  |                  |                  |                  |                  |                  |                  |